# Frühwärts
Frühwärts ist eine Ortschaft und eine Katastralgemeinde der Marktgemeinde Gastern im Bezirk Waidhofen an der Thaya im niederösterreichischen Waldviertel mit 217 Einwohnern (Stand 1. Jänner 2024). Von 1926 bis Ende 1971 war Frühwärts eine eigenständige Gemeinde.

## Geografie
Der Ort liegt an der Landesstraße 63 nordwestlich von Waidhofen an der Thaya am Gastenbach. Zum Ortsgebiet zählt auch die Einzellage Stockackerried. Am 1. April 2020 umfasste die Ortschaft 116 Adressen.

## Geschichte
Das Dorf wurde 1112 erstmals urkundlich als Frubretz erwähnt. 1353 wird er als Fridbrechtz, Friedbretz und Friberkch erwähnt, gehört zur Herrschaft des Stiftes Herzogenburg und war dem Amt Thaya zuständig.
Im 14. Jahrhundert verödete die Ansiedlung vollständig, erst 1834 entstanden auf den Gründen wieder Häuser, damals gehörte das heutige Ortsgebiet zu Kleingöpfritz. Ab 1840 nahm der Ort einen blühende Aufschwung, die Häuserzahl wuchs von 19 Häusern auf 1874 60 Häuser und 1951 69 Häuser an, die Einwohner waren vorwiegend Kleinhäusler ohne Grundbesitz und vielfach im Textilgewerbe tätig.
1901 wurde eine Posthilfsstelle im Ort eingerichtet, 1926 wurde der Ort verwaltungstechnisch von Kleingöpfritz getrennt und eigenständig. Die 1875 errichtete Volksschule wurde 1975 wieder geschlossen, 1927 wurde die Freiwillige Feuerwehr im Ort gegründet.
Laut Adressbuch von Österreich waren im Jahr 1938 in Frühwärts zwei Gastwirte, ein Gemischtwarenhändler, ein Schmied, ein Schuster und drei Weber mit Frottierwaren ansässig. Im Rahmen der Niederösterreichischen Kommunalstrukturverbesserung trat die damalige Ortsgemeinde Frühwärts per 1. Jänner 1972 der Marktgemeinde Gastern bei.

## Kultur und Sehenswürdigkeiten
- Kapelle von 1841, 1906 neu errichtet